# Greatest Video Hits 2
Greatest Video Hits 2 – dwupłytowe wydawnictwo Queen z 2003, zawierające teledyski grupy, nakręcone w latach 1981–1989 oraz ponad trzy godziny materiałów archiwalnych. Na wydawnictwie ma się do wyboru trzy ścieżki audio do każdego utworu – DTS surround, stereo i komentarz muzyków z utworem w tle.
Nagrania w Polsce uzyskały certyfikat złotej płyty DVD.

## Lista utworów
1. „A Kind of Magic”
2. „I Want It All”
3. „Radio Ga Ga”
4. „I Want to Break Free”
5. „Breakthru”
6. „Under Pressure”
7. „Scandal”
8. „Who Wants to Live Forever”
9. „The Miracle”
10. „It’s a Hard Life”
11. „The Invisible Man”
12. „Las Palabras de Amor”
13. „Friends Will Be Friends”
14. „Body Language”
15. „Hammer to Fall”
16. „Princes of the Universe”
17. „One Vision”

## Lista dodatków
- Trzy dodatkowe teledyski grupy: „Back Chat”, „Calling All Girls” i dłuższa wersja teledysku „One Vision”
- utwór „Staying Power”, zarejestrowany podczas koncertu w londyńskim Milton Keynes Bowl 5 czerwca 1982
- dwa występy grupy na Golden Rose Pop Festival w Montreux w Szwajcarii w 1984 i 1986
- film o nagrywaniu utworu „One Vision” we wrześniu 1985 w Munich Studio w Monachium
- wywiady z członkami zespołu do albumów: The Works, A Kind of Magic (Magic Interviews) oraz The Miracle
- wywiad z Freddiem Mercurym przeprowadzony w Monachium w 1984
- zdjęcia z nagrywania teledysków do przebojów z albumu The Miracle
- materiał archiwalny z powstawania okładki na album The Miracle